# وال ماسینو
وال ماسینو (به ایتالیایی: Val Masino) یک کومونه در ایتالیا است که در استان سوندریو واقع شده‌است.

## خصوصیات
وال ماسینو ۱۱۶٫۰ کیلومترمربع مساحت و ۹۶۲ نفر جمعیت دارد.